# سيريال شاتلان
سيريال شاتلان، المولودة في 15 يوليو-تموز 1987 في مونتبليارد (إقليم دو)، هي امرأة سياسية فرنسية.
هي عضو في حزب أوروبا-إيكولوجيا الخضر، والنائبة عن الدائرة الثانية لإقليم إزار بعد الانتخابات التشريعية 2022. منذ يونيو-حزيران 2022، تشغل منصب رئيسة المجموعة البرلمانية لحزب الخضر في الجمعية الوطنية الفرنسية.

## السيرة المهنية
ولدت سيريال شاتلان في عائلة من مناضلي اليسار السياسي. والداها معلمان للأشخاص ذوي الاحتياجات الخاصة، ويساندان منظمة السلام الأخضر والحركة المناهضة للأسلحة النووية. والدها، فيليب، ترشح للانتخابات التشريعية لعام 2007 عن الدائرة الأولى لإقليم سون العليا، وقد ساعدته حينها في تعليق ملصقاته الانتخابية.
انخرطت في حزب الخضر في عام 2006 بعمر الثامنة عشرة، وشغلت منصب السكرتيرة الفدرالية للأعضاء الشباب لحزب الخضر بين 2008 و 2010. حصلت على شهادتي ليسانس، واحدة في الفلسفة والأخرى في العلوم السياسية، وكذلك شهادة ماجستير في مقاولة الاقصاد الاجتماعي والتضامن. عملت في منظمة تختص بالسكن.
عملت كمساعدة برلمانية للنائب من حزب الخضر إيريك ألوزي بين 2012 و 2014، ثم المسؤولة عن ملف السكن في مكتب كريستوف فيراري، رئيس مدينة غرونوبل بين 2015 و 2018. في إطار مهمتها، تكلفت بإيواء الأشخاص دون مأوى.
في عام 2014، ناضلت حتى لا يدخل حزبها في حكومة مانويل فالس بعد مغادرة كل من أعضاء الحزب سيسيل دوفلو وباسكال كانفان. في إطار الحملة الانتخابية الأولية لحزب الخضر في عام 2021، ساندت إيريك بيول، وكانت أحد المكلفين بصياغة برنامجه الرئاسي.

## السيرة السياسية
في الانتخابات التشريعية 2022، تم انتخابها كنائبة عن الدائرة الثانية لإقليم إزار في إطار تحالف أحزاب اليسار، حيث حصلت على 52.13 من المائة من الأصوات، متغلبة على النائب المنتهية ولايته جان-شارل كولاس-روي، مرشح الحزب الرئاسي.
في 23 يونيو-حزيران 2022، تم انتخابها كرئيسة للمجموعة البرلمانية لحزب الخضر في الجمعية الوطنية الفرنسية إلى جانب جوليان بايو. حصلت على هذا المنصب رغم كونها غير معروفة عند الجماهير، ورغم ترشح شخصيات أكثر شهرة مثل ساندرين روسو.
بعد تنازل جوليان بايو عن الرئاسة في 27 سبتمبر-أيلول 2022، تولت لوحدها رئاسة المجموعة البرلمانية.

### نشاطها في البرلمان
شتاتلان هي عضو في لجنة الدفاع الوطني والقوات المسلحة في الجمعية الوطنية الفرنسية.
في 24 أكتوبر-تشرين الأول 2022، قادت أول مذكرة حجب ثقة التي قام بصياغتها تحالف أحزاب اليسار ضد حكومة إليزابيث بورن بعد استعمال هذه الأخيرة للمادة 49.3 من الدستور لتبني قانون المالية 2023 وقطع النقاشات البرلمانية المتعلقة بهذا القانون.
عملت شاتلان بشكل مكثف غلى القانون المتعلق بتسريع إنتاج الطاقات المتجددة.
في 6 ديسمبر-كانون الأول 2023، قامت بإيداع مذكرة رفض مسبقة ضد قانون الهجرة الذي تم تبنيه من طرف الجمعية الوطنية في 11 ديسمبر-كانون الأول 2023. قاد هذا الحدث وزيرة الداخلية جيرالد درمانن لتقديم استقالته، لكنها رفضت من قبل رئيس الجهورية إيمانويل ماكرون.

### الانتخابات التشريعية 2024
ترشحت شاتلان لعهدة ثانية عن الجهة الشعبية الجديدة في الانتخابات التشريعية المسبقة 2024. فازت بـ62.07 من المائة من الأصوات على حساب مرشح حزب التجمع الوطني إدوارد روبرت.

## الحياة الشخصية
تقيم شاتلان في إيبانس، وهي بلدة تقع ضد دائرتها الانتخابية قرب مدينة غرونبل. شريكها هو دكتور في المعلوماتية والاتصال. هي أم لطفلتين.